# Maurice Delage
Maurice Delage (* 13. November 1879 in Paris; † 21. September 1961 ebenda) war ein französischer Komponist und Pianist. 

## Leben
Delage war Angestellter einer Schifffahrtsagentur in Paris; später arbeitete er in einem Fischereibetrieb in Boulogne-sur-Mer, Département Pas-de-Calais. Unter Kriegsminister Louis Joseph André diente er einige Zeit im französischen Heer. 
Als er kurz nach seiner Heirat mit seiner Ehefrau Nelly die Oper Pelléas et Melisande von Claude Debussy hörte, war er von dieser Musik derart begeistert, dass er daraufhin sofort das Cello-Spielen erlernte. Parallel dazu nahm er bei Maurice Ravel Privatstunden und wurde mit der Zeit ein sehr guter Freund Ravels. Zusammen mit seiner Ehefrau begleitete er Ravel auf dessen Reisen, unternahm aber auch eigene Reisen, welche ihn bis nach Indien führten. Eindrücke dieser Unternehmungen inspirierten Delage dann auch zu seinen Kompositionen. 
Gleich seinem Freund und Vorbild Ravel gehörte Delage ebenfalls der Künstlergruppe Les Apaches an.

## Werke (Auswahl)
- Quatre poèmes hindous. 1912/13.
- Regamalika. 1912/22.
- L'Alouette.